# Строганов Григорій Дмитрович
Григо́рій Дми́трович Строга́нов (нар. 25 січня 1656 — пом. 21 листопада 1715, Москва, Московське царство) — російський землевласник, фінансист і політичний діяч, один з представників старовинного дворянського роду Строганових, єдиний син Дмитра Андрійовича Строганова.
Об'єднав в 1780-х роках володіння, роздроблені між спадкоємцями дітей Анікея Строганова. Фінансував Петра I в час Великої Північної війни. Відповідно до даних Федора Волегова (розум. 1856), Григорій Строганов володів більше десяти мільйонів десятини землі (100 000 км²), на якій розташовувалося понад 200 сіл з 15 000 душ.
Був одружений двічі — перша дружина Васса Іванівна Мещерська, друга Мар'я Яківна Новосильцева, від другої мав трьох синів:
- Олександр (нар. 1699 — пом. 1754), граф, міністр внутрішніх справ, генерал-ад'ютант, член Державної поради;
- Микола (нар. 1700 — пом. 1758), таємний радник, камергер;
- Сергій (нар. 1707 — пом. 1756), граф, державний діяч, археолог, меценат, колекціонер.